# Странска
Странска (слч. Stránska) насељено је мјесто са административним статусом сеоске општине (слч. obec) у округу Римавска Собота, у Банскобистричком крају, Словачка Република.

## Становништво
| Година:    | 1994. | 2004.   | 2014.   | 2024.   |
| ---------- | ----- | ------- | ------- | ------- |
| Број људи: | 314   | 318     | 343     | 367     |
| Разлика:   |       | +1,27 % | +7,86 % | +6,99 % |

| Година:    | 2023. | 2024.   |
| ---------- | ----- | ------- |
| Број људи: | 363   | 367     |
| Разлика:   |       | +1,10 % |

Према подацима о броју становника из 2011. године насеље је имало 351 становника.